# Jakob Schnaitter
Jakob Schnaitter (ur. 7 marca 1996 w Wasserburg am Inn) – niemiecki tenisista.

## Kariera tenisowa
W zawodach rangi ITF Men’s World Tennis Tour zaczął startować od 2014 roku. W cyklu ATP Tour finalista jednego turnieju w grze podwójnej.
Zadebiutował w Wielkim Szlemie podczas Australian Open 2025, gdzie startował w parze z Markiem Wallnerem. Para odpadła w drugiej rundzie.
W rankingu gry pojedynczej najwyżej był na 686. miejscu (6 listopada 2023), a w klasyfikacji gry podwójnej na 59. pozycji (21 kwietnia 2025).

### Finały w turniejach ATP Tour
| Legenda                                      |
| -------------------------------------------- |
| Wielki Szlem                                 |
| Igrzyska olimpijskie                         |
| Tennis Masters Cup / ATP Finals              |
| ATP Masters Series / ATP Tour Masters 1000   |
| ATP International Series Gold / ATP Tour 500 |
| ATP International Series / ATP Tour 250      |

#### Gra podwójna (0–1)
| Końcowy wynik | Nr | Data            | Turniej   | Nawierzchnia | Partner      | Przeciwnicy                        | Wynik finału |
| ------------- | -- | --------------- | --------- | ------------ | ------------ | ---------------------------------- | ------------ |
| Finalista     | 1. | 6 kwietnia 2025 | Bukareszt | Ceglana      | Mark Wallner | Marcel Granollers Horacio Zeballos | 6:7(3), 4:6  |